# Message Disposition Notification
Die Message Disposition Notification (MDN) ist eine Empfangsbestätigung einer elektronischen Nachricht an dessen Versender über das Internet. Die MDN stellt damit die Internetversion dar zum bekannten „Einschreiben mit Rückschein“ bei einer Briefpost. Die MDN kommt immer über den gleichen Übertragungsweg wie die zu bestätigende Nachricht zurück. Standardisiert ist die MDN vom Request for Comments (RFC) auf die Internet-Übertragungswege E-Mail,  HTTP und FTP. Eine unabstreitbare MDN vom Empfänger und gleichzeitig sicherer Datenaustausch sind vom RFC standardisiert als AS1 (für E-Mail), AS2 (für HTTP) und AS3 (für FTP).
Zu unterscheiden ist die MDN von der Delivery Status Notification (DSN,  ‚Übermittlungsstatusnachricht‘), die als automatisch generierte Servermeldung einer Benachrichtigung über die erfolgreiche Abgabe eines Einwurf-Einschreibens ähnlich ist.

## Unsichere MDN am Beispiel eines E-Mailprogramms
Bei E-Mails spricht man gewöhnlich von Lesebestätigung, obwohl hier technisch eine unsichere MDN zum Einsatz kommt. Der Absender kann sein Mailprogramm so konfigurieren, dass der Empfänger der Mail den Erhalt bestätigen sollte. Allerdings kann der Empfänger sein Mail-Programm so einstellen, dass nie eine Bestätigungssendung zurückgesendet wird (also ignoriert wird), oder dass er jedes Mal gefragt wird, ob eine Lesebestätigung gesendet werden soll.

## Sichere MDN

### Allgemein
Von einer sicheren MDN hingegen spricht man, wenn drei Bedingungen gegeben sind:
1. Auf Empfangsseite läuft ein sogenannter Adapter, der automatisch immer eine MDN zurücksendet, noch bevor die Nachricht an den Leser weitergereicht wurde.
2. Die MDN ist mit einer Signatur versehen, die beweist, dass die MDN auch wirklich vom Empfänger ausgestellt wurde und nicht durch einen Dritten als manipulierte Nachricht zum Absender zurückkam.
3. Die MDN enthält auch einen Hashwert über die empfangene Nachricht, so dass Empfänger wie Absender auch selbst überprüfen können, über welche Nachricht eine MDN ausgestellt wurde.

Die sichere MDN ist standardisiert als AS1 (für E-Mail), AS2 (für HTTP) und AS3 (für FTP), die im Kern jeweils den sogenannten AS1-Adapter, AS2-Adapter oder AS3-Adapter beschreiben in seinem Verhalten und Anforderungen.

### Beispiel: Pharmakovigilanz
Die Abteilungen der Arzneimittelsicherheit von Pharmaunternehmen haben die Verpflichtung, Nebenwirkungen und sogenannte SUSAR innerhalb einer bestimmten Frist elektronisch an entsprechende Behörden, beispielsweise das BfArM, die Europäische Arzneimittel-Agentur oder die FDA, zu melden. Hierzu verwenden sowohl die Behörde als auch das Pharmaunternehmen ein sogenanntes ESTRI Gateway. Bekommt nun die Pharmakovigilanz-Abteilung einen meldepflichtigen Fall, so wird dieser zunächst in ihrem Erfassungssystem eingegeben. Von dort wird der Fall an das ESTRI-Gateway geschickt. Dieses System verschlüsselt den Fall und sendet ihn entweder über AS1- oder AS2-Standard an die Behörde. Die Behörde schickt dann ein MDN an das Pharmaunternehmen zurück. Nach dem erfolgreichen Import in die Behördendatenbank erfolgt eine Bestätigung (Acknowledgement) der Behörde an das Pharmaunternehmen. Das Pharmaunternehmen wiederum bestätigt durch ein MDN den Erhalt der Bestätigung. Danach wird die Bestätigung in die Datenbank des Pharmaunternehmens importiert. Ist dies erfolgreich, so erhält die Behörde eine Bestätigung, welche diese wiederum mit einem MDN bestätigt. Der komplette Prozess ist in den Richtlinien EMA/H/20665/04/Final Rev. 2 beschrieben.

## Normen und Standards
- RFC: <a href='https://datatracker.ietf.org/doc/html/rfc8098' class='extiw' title='rfc:8098'>8098</a> – Message Disposition Notification. Februar 2017 (MDN bei E-Mail mit POP3-Abruf; hier wird in der Einleitung auch die Historie zu X.400 beschrieben., englisch).
- RFC: <a href='https://datatracker.ietf.org/doc/html/rfc3503' class='extiw' title='rfc:3503'>3503</a> – Message Disposition Notification (MDN) profile for Internet Message Access Protocol (IMAP). März 2003 (MDN bei E-Mail mit IMAP-Abruf, englisch).
- RFC: <a href='https://datatracker.ietf.org/doc/html/rfc4823' class='extiw' title='rfc:4823'>4823</a> – FTP Transport for Secure Peer-to-Peer Business Data Interchange over the Internet. April 2007 (MDN bei FTP, englisch).